# استان بورگو
استان بورگو (به لاتین: Borgou Department) یک استان در بنین است.

## خصوصیات
استان بورگو ۲۵٬۸۵۶ کیلومترمربع مساحت و ۱٬۲۰۲٬۰۹۵ نفر جمعیت دارد.